# روسلاريه
روسلاريه (بالفرنسية: Roulers)‏ هي بلدية في بلجيكا، وبلدية بلجيكية مع امتيازات مدينة، تقع في Arrondissement of Roeselare ‏، بلغ عدد سكانها 62,301  نسمة وذلك حسب إحصائيات سنة 2018، عاصمتها Roeselare ‏، تبلغ مساحتها 59.79 كيلومتر مربع، رمزها البريدي هو 8800.

## الموقع
تشترك في الحدود مع:
- Lichtervelde [الإنجليزية]‏
  - Zonnebeke [الإنجليزية]‏
  - Moorslede [الإنجليزية]‏
  - Ledegem [الإنجليزية]‏
  - Staden [الإنجليزية]‏
  - Ardooie [الإنجليزية]‏
  - Hooglede [الإنجليزية]‏
  - Izegem [الإنجليزية]‏.

## أعلام
- جان بيير مونسري
- إيف فاندرهايغه
- أوديل ديفرايي
- مارك ديغريس
- ألبرت سيركو
- باتريك سيركو
- بالدوين السابع، كونت فلاندرز
- هيكتور مارتن